# کا قنطورس
کا قنطورس یک ستاره است که در صورت فلکی قنطورس قرار دارد.